# Рякино
Рякино — деревня в Омутнинском районе Кировской области. Входит в Вятское сельское поселение.

## География
Находится на расстоянии примерно 18 километров по прямой на северо-восток от районного центра города Омутнинск.

## История
Починок Рякинский образовался до 1720 года. Населения в 1795 году было 41 чел., в 1858 — 125, в 1917 учтено 20 дворов и 133 жителя. В 1926 были учтено Большое и Малое Рякино: в Большом Рякино было 23 хозяйства с населением 125 человек, а в Малом Рякино — 13 хозяйств с населением 66 человек. В 1950 году произошло укрупнение колхозов и Рякинские деревни оказались в колхозе «Рассвет». С 1960-х годов деревни в колхозе «Мир», затем в совхозе «Омутнинский». В 1970 году в Большом Рякино проживало 45 человек, а в Малом — 20 человек. В 1976 году обе Рякинские деревни объединили в одну деревню.

## Население
Постоянное население составляло 1 человек (русские 100 %) в 2002 году, 0 в 2010.